# Stålmannen går på en krypto-nit
Stålmannen går på en krypto-nit (engelska: Superman III) är en brittisk-amerikansk science fiction-actionfilm som hade biopremiär i USA den 17 juni 1983 i regi av Richard Lester med Christopher Reeve i huvudrollen. Filmen hade Sverigepremiär den 25 december samma år.

## Handling
Ett datageni får i uppdrag av en kriminell affärsman att skapa konstgjord kryptonit för att oskadliggöra Stålmannen, men slarvar och tillverkar istället en variant som tar fram Stålmannens onda sida. Det första han gör när han blir elak är att räta upp Lutande tornet i Pisa.
För att till slut eliminera Stålmannen får då datageniet konstruera en superdator som är smartare än Stålmannen.

## Om filmen
Annette O'Toole, som i filmen spelar Lana Lang, fick senare rollen som den unge Stålmannens mamma i TV-serien Smallville.

## Rollista (urval)
- Christopher Reeve – Stålmannen/Clark Kent
- Richard Pryor – August "Gus" Gorman
- Jackie Cooper - Perry White
- Marc McClure - Jimmy Olsen
- Annette O'Toole – Lana Lang
- Robert Vaughn – Ross Webster
- Annie Ross – Vera Webster
- Pamela Stephenson - Lorelei Ambrosia
- Margot Kidder - Lois Lane
- Gavan O'Herlihy - Brad

### Fotnoter
1. ↑  ”Superman III” (på engelska). Box Office Mojo. 17 juni 1983. http://www.boxofficemojo.com/movies/?id=superman3.htm. Läst 9 september 2016.
2. ↑  ”Superman III”. Svensk filmdatabas. 25 december 1983. http://sfi.se/sv/svensk-filmdatabas/Item/?type=MOVIE&itemId=6359. Läst 9 september 2016.